# Wincenty Ferreriusz
Wincenty Ferreriusz OP (ur. ok. 1350 w Walencji, zm. 5 kwietnia 1419 w Vannes) – hiszpański dominikanin, święty Kościoła katolickiego.

## Życiorys
Był synem notariusza. Jego brat Bonifaci Ferrer (1350–1417) przetłumaczył Biblię na język kataloński, która została wydana drukiem w Walencji w roku 1478 (Biblia Valenciana).
W 1367 roku wstąpił do klasztoru Zakonu Kaznodziejskiego w Walencji. Śluby zakonne złożył rok później. Po ukończeniu studiów filozoficznych, teologicznych i logiki rozpoczął pracę jako wykładowca i podjął się głoszenia Ewangelii. Na uniwersytecie Estudi General w Lleidze uzyskał doktorat. Przebywał W Barcelonie, a od 1394 do 1399 roku był spowiednikiem antypapieża Benedykta XIII. Po ciężkiej chorobie, na którą zapadł w 1398 roku, został wędrownym kaznodzieją. Realizował swoje powołanie przemierzając m.in. tereny obecnej Hiszpanii, Włoch, Francji, Anglii, Irlandii i Szkocji. Występował przeciwko katarom i waldensom, głosił także nadejście Antychrysta, czym zyskał sobie przydomek „anioła Apokalipsy”. Zabiegał o położenie kresu wielkiej schizmie zachodniej.
W ikonografii przedstawia się go habicie dominikańskim, jako anioła Apokalipsy z trąbą i płomieniem na czole. Atrybutem Wincentego Ferreriusza jest koń
Jego wstawiennictwu przypisywane jest opanowanie epidemii cholery w Neapolu w 1836 roku.
Grób Wincentego Ferreriusza znajduje się w katedrze św. Piotra w Vannes w Bretanii we Francji, która jest miejscem szczególnego kultu świętego.
W kościele świętej Anastazji w Weronie znajduje się ołtarz świętego. W Kościele katolickim wspomnienie liturgiczne św. Wincentego Ferreriusza przypada na jego dies natalis (5 kwietnia).

## Dzieła
- Traktat o życiu duchowym,
- Kazania,
- Traktat przeciwko schizmie,
- Traktat przeciwko Żydom,
- Traktat dla tych, którzy cierpią pokusy przeciwko wierze.

## Modlitwa Świętego
„Aniele Boży, stróżu mój, mnie Tobie z dobroci Boskiej poleconego strzeż rządź i kieruj. Amen”
.

## Upamiętnienie

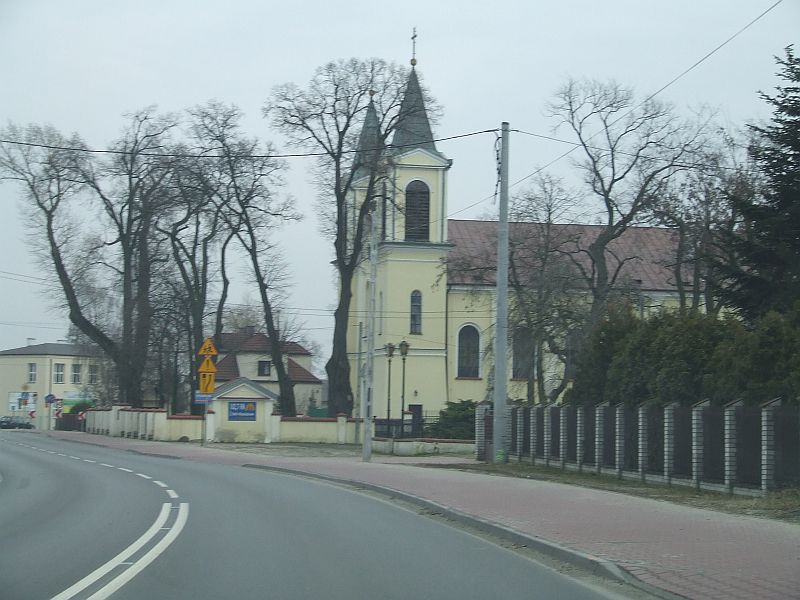
Kościół pw. św. Wincentego Ferreriusza w Borzęcinie Dużym